# Archie Brown
Archibald Norman Brown (Birmingham, 28 mei 2002) is een Engels voetballer die sinds 2025 onder contract ligt bij Fenerbahçe.

## Clubcarrière
Brown ruilde in 2021 de jeugdopleiding van Derby County voor de Zwitserse eersteklasser FC Lausanne-Sport. In zijn debuutseizoen degradeerde hij met de club uit de Super League. In het seizoen daarop promoveerde hij met de club weer naar het hoogste niveau.
In augustus 2023 ondertekende Brown een vierjarige contract bij de Belgische eersteklasser KAA Gent.

## Clubstatistieken
| Seizoen | Club              | Land                 | Competitie       | Competitie | Competitie | Beker | Beker | Europees | Europees | Totaal | Totaal |
| Seizoen | Club              | Land                 | Competitie       | Wed.       | Dlp.       | Wed.  | Dlp.  | Wed.     | Dlp.     | Wed.   | Dlp.   |
| ------- | ----------------- | -------------------- | ---------------- | ---------- | ---------- | ----- | ----- | -------- | -------- | ------ | ------ |
| 2021/22 | FC Lausanne-Sport | Vlag van Zwitserland | Super League     | 4          | 0          | 0     | 0     | —        | —        | 4      | 0      |
| 2022/23 | FC Lausanne-Sport | Vlag van Zwitserland | Challenge League | 34         | 5          | 2     | 0     | —        | —        | 36     | 5      |
| 2023/24 | FC Lausanne-Sport | Vlag van Zwitserland | Super League     | 3          | 0          | 0     | 0     | —        | —        | 3      | 0      |
| 2023/24 | KAA Gent          | Vlag van België      | Eerste klasse A  | 31         | 0          | 2     | 0     | 8        | 0        | 41     | 0      |
| 2024/25 | KAA Gent          | Vlag van België      | Eerste klasse A  | 32         | 1          | 0     | 0     | 14       | 2        | 46     | 3      |
| 2025/26 | Fenerbahçe        | Vlag van Turkije     | Süper Lig        | 0          | 0          | 0     | 0     | 2        | 2        | 2      | 2      |
| Totaal  | Totaal            | Totaal               | Totaal           | 104        | 6          | 4     | 0     | 24       | 4        | 132    | 10     |

Bijgewerkt tot en met 12 augustus 2025.
1 Eğribayat ·
3 Carlos ·
4 Söyüncü ·
5 Yüksek ·
6 Djiku ·
7 Fred ·
8 Yandaş ·
10 Durán ·
16 Müldür ·
17 Kahveci ·
19 En-Nesyri ·
20 Ünder ·
22 Mercan ·
23 Tosun ·
24 Oosterwolde ·
25 Çetin ·
27 Semedo ·
33 Brown ·
34 Amrabat ·
37 Škriniar ·
40 Livaković ·
50 Becão ·
53 Szymański ·
70 Aydın ·
77 Mimović ·
94 Talisca ·
95 Akçiçek ·
Coach: Mourinho